# 中岡和己
中岡 和己（なかおか かずみ、1950年または1951年 - ）は、日本の実業家、教育者。敷信村農吉代表取締役。元広島YMCA事業統括副総主事。庄原こどもの夢学園理事長。多くの保育所や小学校の創設、運営に携わった。

## 経歴
26歳から40歳までの10年以上を、広島県広島市の予備校の講師として過ごした。約3000人の若者と接し、「鬼教官」とも呼ばれていた。
2006年10月、広島県庄原市に拠点を置くチーズの製造会社である敷信村農吉を創業。翌年4月には、庄原市立敷信みのり保育所を創設。
2013年、庄原市立庄原保育所を創設。
2015年には、敷信村農吉の「農吉ファーム」の運営を開始した。翌年、板橋小学校放課後児童クラブを創設。
2022年、児童発達支援事業所「あそぼ」 。翌2023年には、放課後等デイサービス「あそぼ」を創設した。
2022年、「広島に自由学校をつくる会」を創設。発起人に名を連ね、代表も務めた。その会では、廃校となった庄原市立川北小学校の校舎を利用して新しいスタイルの教育の場を作る構想が温めたれた。翌年、広島県三次市吉舎町吉舎の拠点施設「福六」にて、体験学習を通じて子どもの自主性を育てる自由学校を題材としたドキュメンタリー映画「夢みる小学校」の上映会を開催。
2024年、ワールドチャンピオンシップ2024 ソフト熟成部門にて、敷信村農吉のチーズが準グランプリを受賞。中岡は、「世界で認められうれしい」と話した。
2025年には、学校法人庄原こどもの夢学園理事長へ就任。同年4月には、川北こどもの夢小学校が誕生予定。宿題、テスト、通知表が無く、体験学習が中心のカリキュラムとなっている。教育家A・S・ニイルが提唱した「まずは子どもを幸せにしよう。すべてはそのあとに続く」という言葉が軸となっており、子どもの探究心や自己決定、対話を生かした学びが提供される。
2027年には、中学校の開校も予定している。

## 出演
- ドキュメント広島「自由学校に夢見た2年」（広島ホームテレビ、2024年6月29日）